# Спартак (бумажная фабрика)
Бумажная фабрика «Спартак» — одно из старейших предприятий целлюлозно-бумажной отрасли промышленности Республики Беларусь. Компания основана в 1898 году А.К. Кривошеиным и производила картон и оберточные виды бумаги. В 1918 году фабрика была национализирована и объявлена собственностью государства.
Название «Спартак» фабрике присвоил Гомельский Губсовнархоз в 1922 году. В последующие годы фабрика обновляла своё производство и расширялась. К 1940 году выработка бумаги достигла 10400 тонн в год.